# ア・ミリオン・リトル・ピーシズ
『ア・ミリオン・リトル・ピーシズ』（原題: A Million Little Pieces）は2018年に公開されたアメリカ合衆国のドラマ映画である。監督はサム・テイラー＝ジョンソン、主演はアーロン・テイラー＝ジョンソンが務めた。本作はジェームズ・フレイが2003年に自伝と称して発表したフィクション作品『A Million Little Pieces』を原作としている。

## 概略
1993年、23歳のジェームズ・フレイはアルコールとドラッグに依存しきっていた。そんなある日、ジェームズはドラッグを使用した際に昏倒し、兄（ボブ）によって依存症の治療施設に入所させられた。ジェームズは施設で個性豊かな人々と出会ったが、その中にはマフィアのボス（レナード）もいた。ほどなくして、ジェームズはリリーと恋に落ちたが、施設の規則が男女の接触を固く禁じていたために、会って話すことすらままならなかった。その後、ジェームズはある悲劇に見舞われ、再び薬物を使いたい衝動に駆られたが、何とか踏み留まることができた。
本作はジェームズがレナードたちとの交流を通して、薬物依存を克服する姿を描き出していく。

## キャスト
- アーロン・テイラー＝ジョンソン - ジェームズ・フレイ
- ビリー・ボブ・ソーントン - レナード
- ジョヴァンニ・リビシ - ジョン
- チャーリー・ハナム - ボブ・フレイ・Jr
- デヴィッド・ダストマルチャン - ロイ
- ジュリエット・ルイス - ジョアン
- オデッサ・ヤング - リリー
- チャールズ・パーネル - マイルズ・デイヴィス
- アンディ・バックリー - スティーヴンス医師
- ライアン・ハースト - ハンク
- ダッシュ・ミホク - リンカーン
- ユージン・バード - マティ
- トム・アマンデス - ベイカー医師
- ドミニク・ペース - セシル
- ドレイク・アンドリュー - エド

## 製作
ジェームズ・フレイの自伝『A Million Little Pieces』の映画化権はワーナー・ブラザース映画が保有していたが、後に同書が全くの作り話であることが判明したため、ワーナーは映画化を取りやめた。しかし、2017年10月24日、サム・テイラー＝ジョンソン監督が本作の映画化に着手しており、アーロン・テイラー＝ジョンソンを主演に起用したと報じられた。
2018年1月18日、ビリー・ボブ・ソーントン、カーラ・ジュリ、チャーリー・ハナムの出演が決まったとの報道があった（結局、ジュリは出演しなかった）。29日、デヴィッド・ダストマルチャンとジュリエット・ルイスが起用された。2月、オデッサ・ヤングとチャールズ・パーネルがキャスト入りした。

### 音楽
2018年8月21日、アッティカス・ロス、レオポルド・ロス、クローディア・サーンが本作で使用される楽曲を手掛けるとの報道があった。2019年9月6日、リパブリック・レコードが本作のサウンドトラックを発売した。

## 公開・マーケティング
2018年9月10日、本作は第43回トロント国際映画祭でプレミア上映された。2019年8月8日、本作のオフィシャル・トレイラーが公開された。11月13日、本作のレッドバンド・トレイラーが公開された。

## 評価
本作に対する批評家からの評価は芳しいものではない。映画批評集積サイトのRotten Tomatoesには31件のレビューがあり、批評家支持率は32%、平均点は10点満点で4.94点となっている。サイト側による批評家の見解の要約は「出演者の演技力と監督の演出は申し分ないが、『ア・ミリオン・リトル・ピーシズ』は大いに問題含みの自伝をそのまま映画化した作品以上のものではない。同作が表現したかったものは立派だが、出来上がったものは説得力に欠ける。」となっている。また、Metacriticには4件のレビューがあり、加重平均値は50/100となっている。